# وارو
برای اصطلاح وارو در زمین‌شناسی، سال‌چینه را ببینید.
وارو (به تاجیکی: Ҷамоати Ворӯ) جماعت و شهرکی در شمال غربی تاجیکستان است که در ناحیهٔ پنجکنت ولایت سغد قرار دارد.در روستای وارو غالباً مردم می توانند به فارسی بنویسند و بخوانند. جمعیت این جماعت ۹٬۹۶۸ نفر است.